# كريستيان (لاعب كرة قدم مواليد 1999)
كريستيان دانييل دال بيلو فاغونديس (بالبرتغالية: Cristian Daniel Dal Bello Fagundes ‏) (مواليد 13 ديسمبر 1999) هو لاعب كرة قدم كاميروني، يجيد اللعب في الهجوم يلعب حالياً في نادي البدع القطري.

## روابط خارجية
كريستيان (لاعب كرة قدم مواليد 1999) على موقع قاعدة بيانات كرة القدم.إي يو (الإنجليزية)
- كريستيان (لاعب كرة قدم مواليد 1999) على موقع بيانات كرة القدم. دي إي (الألمانية)
- كريستيان (لاعب كرة قدم مواليد 1999) على موقع Soccerbase.com (لاعب) (الإنجليزية)
- كريستيان (لاعب كرة قدم مواليد 1999) على موقع Soccerway.com (الإنجليزية)
- كريستيان (لاعب كرة قدم مواليد 1999) على موقع عالم كرة القدم.نت (الإنجليزية)